# Coupe de Bahreïn de football
La Coupe de Bahreïn de football a été créée en 1952, la même année que le Championnat national. Elle oppose l'ensemble des clubs du pays dans une compétition disputée sous forme de rencontres à élimination directe. Al Muharraq Club est le club le plus titré avec 34 succès en 69 éditions, dont douze des treize premières éditions.

## Palmarès
- 1952 : Al Muharraq Club
- 1953 : Al Muharraq Club
- 1954 : Al Muharraq Club
- 1955 : Al Muharraq Club

Vainqueurs inconnus de 1956 à 1957
- 1958 : Al Muharraq Club
- 1959 : Al Muharraq Club
- 1960 : Al-Ahli Club 1-0 Al Muharraq Club
- 1961 : Al Muharraq Club 4-1 Al-Ahli Club
- 1962 : Al Muharraq Club 7-1 Al Nahda
- 1963 : Al Muharraq Club 2-0 Riffa Club
- 1964 : Al Muharraq Club 4-2 Al-Ahli Club
- 1965 : Non disputée
- 1966 : Al Muharraq Club 5-0 Manama Club
- 1967 : Al Muharraq Club 1-0 Al Ittifaq Daraz
- 1968 : Al-Ahli Club 2-1 Riffa Club
- 1969 : Al Arabi 4-0 Al Tursana
- 1970 : Bahrain Club 5-2 Al-Ahli Club
- 1971 : Bahrain Club 4-2 Al Arabi
- 1972 : Al Muharraq Club 2-0 Bahrain Club
- 1973 : Riffa Club 2-2 (8-7 tab) Bahrain Club
- 1974 : Al Muharraq Club 3-2 Al-Ahli Club
- 1975 : Al Muharraq Club 5-1 Bahrain Club
- 1976 : Al Hala SC 1-0 Bahrain Club
- 1977 : Al-Ahli Club 1-0 Al Muharraq Club
- 1978 : Al Muharraq Club 1-0 Al Wahda Club
- 1979 : Al Muharraq Club 1-0 Al-Ahli Club
- 1980 : Al Hala SC 0-0 (4-2 tab) East Riffa
- 1981 : Al Hala SC 2-2 (5-4 tab) Bahrain Club
- 1982 : Al-Ahli Club 2-0 Riffa Club
- 1983 : Al Muharraq Club 2-0 Riffa Club
- 1984 : Al Muharraq Club 2-0 Bahrain Club
- 1985 : Riffa Club 1-1 (4-1 tab) Bahrain Club
- 1986 : Riffa Club 1-0 East Riffa
- 1987 : Al-Ahli Club 1-0 Al Wahda Club
- 1988 : Al Wahda Club 1-0 Al-Ahli Club
- 1989 : Al Muharraq Club 1-0 East Riffa
- 1990 : Al Muharraq Club
- 1991 : Al-Ahli Club
- 1992 : Al Wahda Club 3-1 Malkiya SCC
- 1993 : Al Muharraq Club
- 1994 : Al Wahda Club
- 1995 : Al Muharraq Club bat Al Wahda Club
- 1996 : Al Muharraq Club (4-3 tab) Bahrain Club
- 1997 : Al Muharraq Club 2-1 East Riffa
- 1998 : Riffa Club 2-1 Budaiya Club
- 1999 : East Riffa 1-0 Al Hala SC
- 2000 : East Riffa 3-1 Al Qadisiya Club
- 2001 : Al-Ahli Club 1-0 Essa Town FC
- 2002 : Al Muharraq Club 0-0 (4-2 tab) Al-Ahli Club
- 2003 : Al-Ahli Club 2-1 Al Muharraq Club
- 2004 : Al Shabab 2-1 Busaiteen Club
- 2005 : Al Muharraq Club 1-0 ap Al Shabab
- 2006 : Al Najma Club 1-0 Al-Ahli Club
- 2007 : Al Najma Club 2-0 Al Hala SC
- 2008 : Al Muharraq Club 2-0 Al Najma Club
- 2009 : Al Muharraq Club 0-0 (9-8 tab) Riffa Club
- 2010 : Riffa Club 4-0 Busaiteen Club
- 2011 : Al Muharraq Club 3-0 Busaiteen Club
- 2012 : Al Muharraq Club 3-1 Riffa Club
- 2013 : Al Muharraq Club 2-2 (4-3 tab) Riffa Club
- 2014 : East Riffa 2-1 ap Busaiteen Club
- 2015 : Al Hidd Club 2-0 Busaiteen Club
- 2016 : Al Muharraq Club 3-1 Riffa Club
- 2017 : Manama Club 2-1 Al Muharraq Club
- 2018 : Al Najma Club 1-1 (5-4 tab) Al Muharraq Club
- 2019 : Riffa Club 2-1 ap Al Hidd Club
- 2020 : Al Muharraq Club 1-0 Al Hidd Club
- 2021 : Riffa Club 2-0 Al-Ahli Club
- 2022 : Al-Khaldiya SC 0-0  (4-3t. a. b.) East Riffa
- 2023 : Al Hala SC 0-0 (6-5t. a. b.) Al-Ahli Club
- 2024 : Al-Ahli Club 1-1 (4-2t. a. b.) Al Muharraq Club
- 2025 : Al-Khaldiya SC 3-2 Setra Club